# Enoch Svantenius (Theologe)
Enoch Svantenius (* 1576 in Malchin; † 2. September 1624 in Güstrow) war ein deutscher lutherischer Geistlicher.

## Leben
Enoch Svantenius war Sohn des Notars Georg Schwandt in Malchin. Er studierte Theologie an der Universität Straßburg und schloss seine Studien dort mit dem Grad des Magisters ab. Danach begleitete er junge Adlige auf ihrer Grand Tour durch Italien. Aus Italien zurück wandte er sich als Graduierter nach Rostock und Wittenberg und erhielt dort einen Ruf als Konrektor an die Fürstenschule im ehemaligen Kloster Bordesholm, wo er bald zum Rektor und Prediger an der dortigen Kirche avancierte. 1610 verließ er Schleswig-Holstein wegen Intrigen und Meinungsverschiedenheiten mit den Hofpredigern am Gottorfer Hof und kehrte nach Mecklenburg zurück. Er machte durch eine Rede in Rostock das herzogliche Haus in Mecklenburg auf sich aufmerksam. Auf Empfehlung der verwitweten Herzogin Sophia von Mecklenburg erhielt er 1612 eine Pastorenstelle an der Pfarrkirche in Güstrow, die er bis zu seinem Tode innehatte.
Der Theologe Enoch Svantenius (der Ältere) war sein Sohn.

## Schriften
- De syncretismo ecclesiae et scholae, Rostock 1610
- Regenten-Spiegel des Königs David aus dem 101. Psalm, Güstrow 1618